# انشقاق الشبكية
انشقاق الشبكية  (Retinoschisis) مرض عيني يتسم بانشقاق الطبقة الحسية العصبية في الشبكية خاصة في الطبقة الضفيرية الخارجية وينجم عنها فقد البصر في المجال البصري الموافق للإصابة.
انقسام الشبكية إلى طبقتين. ويتم الانفصال بين المستقبلات والخلايا المزدوجة القطبين، أو يحدث تنكسات شيخوخية، أو شبابية موروثة. وتسمى أيضاً كيسة شبكية عملاقة.
أنواعه:
- انشقاق الشبكية الحدثي المرتبط بالكروموسوم الجنسي x .
- السحبي.-الإفرازي.-التنكسي.-تشابكي.-نموذجي.

## انسقاق الشبكيّة التنكسي
هذا النوع هو الأكثر شيوعًا بانتشار يصل إلى 7% من الأشخاص الطبيعين، وسبب حدوثه غير معروف إلى الآن. يمكن الخلط بكل سهولة بينه وبين انفصال الشبكيّة إذا تمّ التشخيص اعتمادًا على طرق غير متخصصة ويوجد خلط بينهما في بعض الحالات الصعبة حتى بالطرق المتخصصة.
والتمييز بينهما مهم لأنّ انفصال الشبكيّة يحتاج إلى علاج، بينما انشقاق الشبكية لا يتطلب بذاته علاجًا، كما يؤدي انشقاق الشبكية إلى فقدان البصر. ولسوء الحظ، ما زالت هناك الكثير من حالات انشقاق الشبكيّة التي تتم معالجتها بتثبيت الشبكيّة باستخدام الليزر أو البرد كمحاولة لإيقاف استمراره باتجاه اللطخة، ومثل هذه العلاجات ليست فقط غير فعالة بل وتؤدي إلى مضاعفات ومخاطر لا داعي لها. ومن الجدير بالذكر أنه لم يتم تسجيل أي حالة انشقاق الشبكيّة التنكسي وصلت إلى النقرة.
ويقسم انشقاق الشبكيّة التنكسي إلى قسمين: تشابكي ونموذجي، وليس هناك أي أهمية عملية للتمييز بينهما.
وهذا النوع من انشقاق الشبكيّة غير معروف إن كان له علاقة بعامل وراثي.
هناك دائما فقدان للرؤية في منطقة الانشقاق بسبب انفصال شبكيَة العين الحسيّة عن طبقة العقد العصبيّة، ولكن كقفدان في طرف الحقل البصريّ فيمضي دون أن يُلاحظ.

## انشقاق الشبكيّة الوراثيّ
ويعد نوعًا غير شائع من أنواع الانشقاق الشبكي، ويبلغ عدد مصابيه 5000 من كلّ 25000 شخص أغلبهم من الفتيان. schisis مشتقة من كلمة يونانية تعني splitting (الانشقاق) تصف انفصال طبقا الشبكية عن بعضها البعض. على أيّة حال يجب استخدام كلمة الانشقاق وإلصاقها بالعضو المصاب؛ وذلك لارتباط هذه الكلمة بعدد لا بأس به من المصطلحات مثل iridoschisis التي تصف انفصال القزحية.
في حال وصول المرض إلى اللطخة ومن ثم إلى المنطقة عالية التركيز في مركز الرؤية في الشبكية التي تقوم بإيضاح التفاصيل ستُفقَد، وهو شكل من أمراض اللطخة حيث يقوم البعض بوصفه ب«تنكسي» إلا أن هذا الوصف يجب أن يبقى مرتبطًا بالتغيرات العمرية التي تحدث عند كبار السن.
انشقاق الشبكيّة يمكن أن يتسبب به نقص جيني في الكروموسوم الجنسي x والذي يصيب النظر لدى الذكور لأمهات تحمل المرض. الصيغة الجينية لهذا المرض تظهر خلال الطفولة وتسمى انشقاق الشبكيّة الحدثي المرتبط بالكروموسوم الجنسي x ((XLRS أو الانشقاق الوراثي. في معظم الأحيان، الذكور المصابون يتم تشخيصهم خلال مراحلهم الدراسية المبكرة، مع احتمالية تشخيصهم القليلة عند الولادة.
أعداد قليلة من المصابين بالمرض يصابون بالعمى التام، لكن بعض المصابين تقلّ نسبة رؤيتهم حتى تصل مرحلة العمى الطبي، ويمكن أن تقلّ نسبة الرؤية حتى تصل 20/200 في كلتا العينين. الأشخاص المصابون بانشقاق الشبكيّة الحدثي المرتبط بالكروموسوم الجنسي x لديهم نسبة عالية في التعرض لانفصال الشبكيّة والنزيف العيني وغيرها.
الانشقاق الشبكيّ يؤدي إلى فقد الدقة في المنطقة المركزية من مجال الرؤية من خلال تكوين أكياس (cysts) في الشبكية. وهذه الأكياس تكون ما يسمى ب«عجلة درج السلم» (spoke-wheel) التي قد تكون مخفية وغير ظاهرة بشكل واضح وعادة ما تحتاج ذوي الخبرات لرؤيته. وهذه الأكياس قد تؤثر على العصب البصري وتدمره مما يعني عدم إمكانية تصحيح الرؤية حتى باستخدام النظارات الطبية.
ويجري معهد العيون الوطني التابع لمعهد الصحة الوطني دراسات جينينة وطبية سريرية ما زالت قيد التنفيذ حول انشقاق الشبكيّة الحدثي المرتبط بالكروموسوم الجنسي x ((XLRS. وتجرى هذه الدراسات على الذكور المصابين بالمرض والنساء الحوامل له بعد أخذ التاريخ المرضي المفصل وتسجيلهم طبيًا ليتم أخذ عينات دم من قبل المعهد لإجراء الفحوصات الجينينة اللازمة مجانًا ودون تكاليف.
إنّ الفهم الجيد لكيفية وسبب تطور هذا المرض قد يؤدي إلى تحسن العلاج نوعًا ما وبالتالي تحسين نوعية الحياة للمرضى.

## انشقاق الشبكيّة السحبي
ويحدث هذا النوع تحت تأثير سحب وشد الشبكيّة وخصوصًا في منطقة اللطخة ((macula)) في بعض الحالات مثل:
- 1- متلازمة سحب السائل الزجاجي اللطخي (vitreomacular traction syndrome).
- 2- اعتلال الشبكيّة السكري المتضاعف.
- 3- حالات غير اعتيادية تتعلق بالتجويف اللطخي.

## انشقاق الشبكيّة الافرازي
وقد كانت تعتبر إصابة الجزء المركزي للشبكيّة كنتيجة لثقب قرص العصب البصري في العين نوعًا خطيرًا من انفصال الشبكيّة حتى صحح وصفها العالم ((Lincof كنوع من انشقاق الشبكية. عدم العلاج قد يؤدي إلى فقد البصر بشكل تلقائي، لكن النتائج مغايرة وفعالة جدًا عند ترك المريض لفترة وجيزة لانتظار الشفاء التلقائي ثم العلاج باستخدام الليزر (peripapillary laser photocoagulation) متبوعًا بإجراء عملية فتح السائل الزجاجي ((vitrectomy وحقن الغاز بوضعية استلقاء المريض على الوجه.